# Шполянська Людмила Григорівна
Людмила Григорівна Шполянська (нар. 29 липня 1934, Одеса) — українська художниця; член Спілки радянських художників України. Дочка художника Григорія Шполянського.

## Біографія
Народилася 29 липня 1934 року в місті Одесі (нині Україна). Протягом 1952—1957 років навчалась в Одеському художньому училищі, де її викладачами зокрема були Леонід Мучник, Іван Гурський, Мойсей Муцельмахер.
Жила в Одесі, в будинку на вулиці Торговій, № 2, квартира 24.

## Творчість
Працювала в галузі історичного і жанрового станкового живопису. Серед робіт:
- «Дівчатка» (1960);
- «У неділю» (1961);
- «Молодняк» (1963);
- «На панщину» (1964);
- «Зорі назустріч» (1964—1965, Дніпровський художній музей);
- «Солдати» (1966);
- «У сільському клубі» (1969);
- «На польовому стані» (1970—1971).

Брала участь у республіканських виставках з 1960 року, всесоюзних з 1965 року, зарубіжних з 1966 року. 